# Mario Simonazzi
Mario Simonazzi detto Comandante Azor, (Albinea, 8 settembre 1920 – 23 marzo 1945) è stato un partigiano delle SAP e delle Fiamme Verdi italiano.

## Biografia
Nato ad Albinea, in provincia di Reggio Emilia, di formazione cattolica, Mario Simonazzi venne iscritto dai genitori nel ginnasio del seminarietto fondato da don Dino Torreggiani a Reggio Emilia, dove ebbe modo di entrare in contatto anche con Giuseppe Dossetti; al termine degli studi fu assunto alle Officine Meccaniche Reggiane. Svolse il servizio militare nell'aeronautica ma dopo l'8 settembre rifiutò di aderire alla repubblica di Salò e fu costretto a darsi alla clandestinità, diventando partigiano.

### Attività partigiana
Assieme a Giorgio Morelli pubblicò il primo foglio antifascista della resistenza a Reggio Emilia, i Fogli Tricolore, che contenevano appelli in tedesco e italiano con l'invito a disertare le formazioni nazifasciste. Assunto il nome di battaglia "Azor", organizzò i gruppi partigiani nella zona collinare della provincia reggiana, formando le prime squadre SAP, con l'idea che la lotta di liberazione dovesse essere principalmente una liberazione dell'Italia dal nemico, evitando la troppa politicizzazione all'interno del movimento partigiano, un'eccessiva durezza e inutili spargimenti di sangue nello svolgimento della lotta armata e le eliminazioni sommarie, senza processo, dei nemici catturati. A causa di questa visione ideale della lotta ebbe anche alcuni contrasti con i dirigenti dei gruppi partigiani di ispirazione marxista, con i quali collaborava nell'ambito del Comando Unico partigiano.
I suoi più stretti collaboratori furono i partigiani Anselmo Menozzi (Paolo) e Pietro Cipriani (Aldo) anch'essi estremamente popolari per il coraggio nelle azioni e la correttezza nei confronti della popolazione. Entrambi furono uccisi in circostanze misteriose nel 1945. Anselmo Menozzi (Paolo), scomparve un giorno tra febbraio e marzo; il suo cadavere venne ritrovato il 24 agosto nei pressi del torrente Tresinaro. Mario Simonazzi scomparve il 21 marzo. Piero Cipriani (Aldo), scomparve il 21 aprile e non fu mai ritrovato. L'amico Giorgio Morelli denunciò insistentemente il fatto, finché anche lui l'anno successivo fu oggetto di un attentato delle cui conseguenze morì nel 1947.

### La morte
Poco prima della liberazione, il 23 marzo 1945 Azor scomparve senza lasciare traccia. Il suo corpo fu ritrovato l'agosto successivo, mal seppellito in un bosco, da un'anziana donna che si recava a prendere legna. Era stato ucciso con un colpo alla nuca ed aveva le mani legate dietro la schiena, forse con un filo metallico.
Al funerale parteciparono più di 3000 persone. La sua morte colpì profondamente l'amico Giorgio Morelli, che seguì il caso sul periodico da lui fondato, La Penna. Notò come al funerale "Sullo spiazzo davanti alla chiesa c'era un tavolo, dei fogli, un calamaio. Molti non hanno firmato, perché si era sparsa la voce che "loro", i colpevoli, copiavano i nomi vergati".

## La ricerca della verità
Il padre denunciò per quattro volte alla Questura di Reggio Emilia la morte di Mario, ma ogni volta l'incartamento andava smarrito. Giorgio Morelli fece una campagna d'informazione sui muri della città, con manifesti delle Fiamme Verdi sulla morte di Azor e l'insabbiamento delle denunce, e proseguì la campagna su La Nuova Penna per ricercare i colpevoli degli omicidi misteriosi di partigiani ed esponenti del mondo cattolico.
Nel gennaio 1946 Giorgio Morelli venne ferito da due sicari che tentarono di ucciderlo, morirà in conseguenza di questo nell'agosto 1947. La Nuova Penna, ricordando Giorgio Morelli, scrive nel 1947:

## Il processo e la condanna
Una donna aveva assistito all'assassinio. Alcuni anni dopo essa ebbe il coraggio di testimoniare. Al processo finirono tre partigiani comunisti, Lugarini, Canovi e Brevini. Nel 1951, nel processo di primo grado, due imputati furono condannati a 15 anni di reclusione. Nel 1954, nel processo di appello, uno dei due fu assolto per insufficienza di prove. Rimase un solo condannato, come esecutore materiale. Non furono individuati i mandanti. Gli atti processuali sono scomparsi.
Daniela Anna Simonazzi (Albinea, 1960), nipote di Mario Simonazzi, ha scritto sul periodo resistenziale, il primo dopoguerra e l'apporto datovi dal mondo cattolico, e sulle testimonianze raccolte per riportare alla luce le storie di Mario Simonazzi e Giorgio Morelli.